# Hartowanie
Hartowanie – rodzaj obróbki cieplnej materiału polegający na nagrzaniu danego materiału do odpowiedniej temperatury zwanej temperaturą hartowania, wytrzymaniu w tej temperaturze przez czas konieczny do przebudowy struktury wewnętrznej materiału (głównie przemian fazowych) oraz następnym odpowiednio szybkim schłodzeniu. Po tak przeprowadzonym zabiegu w materiale powstają lokalne koncentracje naprężeń powodujące zwykle wzrost własności wytrzymałościowych: twardości, wytrzymałości, granicy plastyczności i sprężystości oraz odporności na ścieranie kosztem wzrostu kruchości oraz spadku plastyczności i wydłużenia.

## Hartowanie stopów żelaza
Hartowanie stopów żelaza to rodzaj obróbki cieplnej stopów żelaza (np. stali), polegający na odpowiednio szybkim schłodzeniu uprzednio nagrzanego materiału w celu wytworzenia struktury martenzytycznej bądź bainitycznej. Materiał nagrzewa się najczęściej do temperatury wyższej o 30 do 50 °C od temperatury przemiany austenitycznej. Dla stali niestopowej o zawartości węgla 0,77–2,11% temperatura ta wynosi Ac1 = 727 °C. W zależności od gabarytów, kształtu i składu chemicznego obrabianego stopu, materiał nagrzewa się ciągle lub stopniowo. Po osiągnięciu docelowej temperatury następuje wygrzewanie wsadu. Tak przygotowany materiał hartuje się w kąpieli hartowniczej (wodzie, oleju mineralnym, emulsji wodno-olejowej, wodnym roztworze polimeru, stopionych solach, stopionych ługach), w gazach lub w ośrodkach fluidalnych. Chłodzenie odbywa się z szybkością większą niż krytyczna szybkość chłodzenia dla danego materiału. Ciągłe chłodzenie prowadzone, aż do temperatury Mf pozwala uzyskać strukturę w pełni martenzytyczną, jeżeli nie powstanie austenit szczątkowy. Hartowanie z wytrzymaniem izotermicznym stosuje się, aby otrzymać strukturę bainityczną. Hartowanie przeprowadza się, by podnieść twardość i wytrzymałość stali.
Przy hartowaniu istotny jest dobór szybkości chłodzenia. Zbyt wolne chłodzenie powoduje wydzielanie się cementytu i uniemożliwia przemianę martenzytyczną, podczas gdy zbyt szybkie chłodzenie powoduje powstanie zbyt dużych naprężeń hartowniczych, które mogą doprowadzić do trwałych odkształceń hartowanego elementu lub jego pęknięć.
Szybkość chłodzenia wpływa także na głębokość hartowania. Przy elementach o większych rozmiarach, których grubość przekracza maksymalną głębokość hartowania, tylko część objętości przedmiotu hartowanego zostanie zahartowana. W takiej sytuacji martenzyt powstanie w warstwach powierzchniowych. Im głębiej zaś, tym udział martenzytu maleje, a cementytu wzrasta. Bardzo często jest to zjawisko pożądane, wtedy, gdy element ma być twardy na powierzchni, a ciągliwy w swym rdzeniu. Głębokość hartowania zależy także od hartowności stali.

### Metody hartowania stali
- Hartowanie zwykłe – Polega na szybkim chłodzeniu w kąpieli chłodzącej, zwykle wodnej lub olejowej, poniżej temperatury początku przemiany martenzytycznej, aż do temperatury otoczenia lub najlepiej do temperatury końca przemiany martenzytycznej. Szybkość chłodzenia powinna być dobrana tak, by nie nastąpiły odkształcenia hartownicze. Chłodzenie w wodzie jest bardziej intensywne niż w oleju.

- Hartowanie stopniowe – Polega na szybkim chłodzeniu w kąpieli hartowniczej, zwykle ze stopionej saletry, do temperatury nieco powyżej temperatury przemiany martenzytycznej i przetrzymaniu w tej temperaturze, by nastąpiło wyrównanie temperatur w całym przekroju przedmiotu. W drugiej fazie, już w kąpieli wodnej lub olejowej, następuje dalsze chłodzenie, w celu uzyskania przemiany martenzytycznej. Zaletą tej metody jest uniknięcie naprężeń hartowniczych. Wymaga jednak dużej wprawy przy określaniu czasu kąpieli pośredniej.

- Hartowanie izotermiczne – Jest hartowaniem, w którym nie zachodzi przemiana martenzytyczna. Nagrzany przedmiot utrzymuje się w kąpieli z roztopionej saletry lub ołowiu, w temperaturze powyżej początku przemiany martenzytycznej. Nazwa metody pochodzi od faktu, iż kąpiel zachowuje stałą temperaturę. W hartowaniu tego typu nie powstaje martenzyt, lecz następuje rozpad austenitu na inne fazy, np. bainit, dając stali własności podobne jak po hartowaniu z odpuszczaniem. Zaletą metody jest brak naprężeń hartowniczych, lecz jest ona procesem długotrwałym, niekiedy przeciągającym się do kilku godzin.

- Hartowanie powierzchniowe – Metoda, w której nie nagrzewa się całego przedmiotu (hartowanie na wskroś), lecz tylko powierzchnię przedmiotu. W związku z tym tylko warstwa powierzchniowa podlega hartowaniu. Stosowane wszędzie tam, gdzie wymagane jest utwardzenie tylko fragmentów powierzchni przedmiotu. Istnieje kilka metod hartowania powierzchniowego.

- - Hartowanie płomieniowe – powierzchnia przedmiotu lub jej fragment nagrzewana jest płomieniem palnika, a następnie schładzana silnym strumieniem wody.

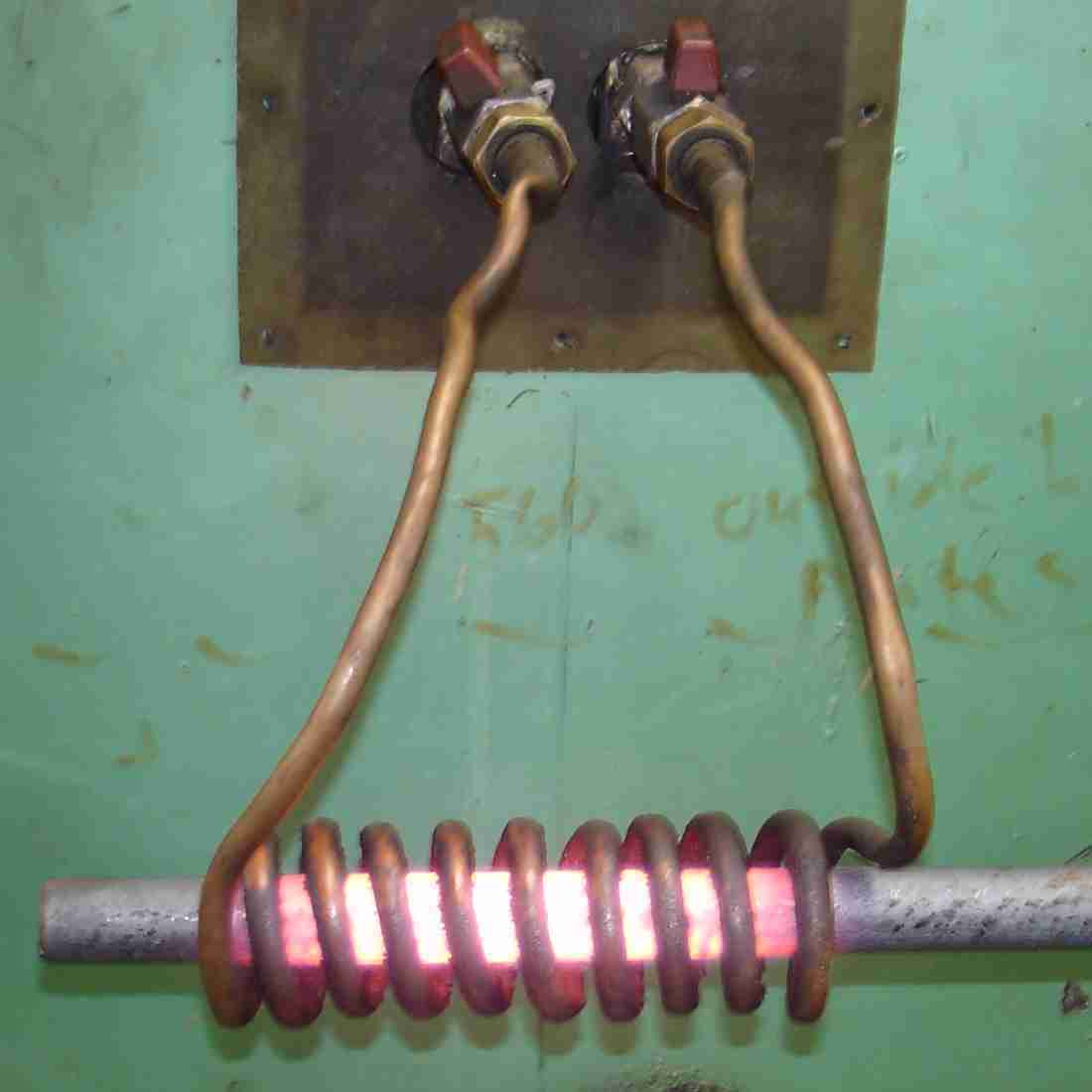
Nagrzewanie indukcyjne

- - Hartowanie indukcyjne – przedmiot przeciągany jest przez cewkę otaczającą go (możliwie najciaśniej). Prądy wirowe powstałe w przedmiocie powodują efekt powierzchniowy, w którym, wskutek oporności materiału, zamieniają się na ciepło. Mimo konieczności budowy skomplikowanych stanowisk hartowniczych, metoda ta zyskuje na popularności, ze względu na możliwość kontrolowania temperatury oraz głębokości nagrzewania.
  - Hartowanie kąpielowe – polega na zanurzeniu przedmiotu w kąpieli saletrowej lub ołowiowej i przetrzymaniu w niej na krótką chwilę. Temperatura kąpieli musi być na tyle wysoka, by w jej czasie powierzchnia przedmiotu podniosła się ponad temperaturę przemiany austenitycznej.
  - Hartowanie ślepe – hartowanie poniżej wartości temperaturowej właściwej dla nawęglania – zatem – hartowanie bez nawęglania.
  - Hartowanie laserowe – powierzchniowe hartowanie za pomocą wiązki laserowej nagrzewającej obrabiany przedmiot miejscowo. Głowica lasera umieszczona jest na manipulatorze laserowym, zaś ślad hartowniczy wyznaczany jest komputerowo CAD/CAM. Podczas hartowania laserowego do obrabianego detalu wprowadza się stosunkowo niewielką ilość ciepła co ogranicza rozrost ziarna a w konsekwencji krzywienie powierzchni. Nie są wymagane dodatkowe media chłodzące, obrabiany przedmiot schładza się samoistnie na zasadzie przewodnictwa cieplnego.
  - Hartowanie kontaktowe
  - Hartowanie elektrolityczne
  - Hartowanie impulsowe

## Hartowanie szkła
Hartowanie szkła polega na nagrzaniu szkła do tzw. temperatury mięknięcia (temp. 630–640 °C) i oziębieniu go w strumieniu sprężonego powietrza. Hartowanie szkła trwa kilka sekund, później to jedynie proces studzenia go do temperatury pokojowej. W efekcie w warstwie powierzchniowej powstają naprężenia rozprężająco-ściskające, co znacznie podwyższa wytrzymałość szkła; szkło hartowane jest bezpieczniejsze, gdyż po stłuczeniu rozpada się na drobne odłamki, a nie igły. Stosowane jest m.in. na szyby samochodów.
Szkło hartuje się z trzech powodów:
1. zwiększona wytrzymałość mechaniczna – do 3 razy bardziej odporne na uderzenia od zwykłego szkła
2. zwiększona odporność termiczna – do 4 razy większa od zwykłego szkła (dla podstawowego szkła 4 mm float zakres stosowania hartowanego szkła wynosi od -50 do +200 st. C, gdzie dla zwykłego szkła o tej samej grubości: -20 do +50 st.C)
3. szkło hartowane jest szkłem bezpiecznym, rozpada się na drobne kawałki eliminując ryzyko skaleczenia. Ponadto każde szkło hartowane ma obrobione krawędzie (zatępione lub szlifowane) przez co można je bezpiecznie łapać w dłonie.